# Joan Mari Torrealdai
Joan Mari Torrealdai Nabea (Forua, Biscaia, País Basc, 24 de novembre de 1942 - 31 de juliol de 2020) va ser un sociòleg, periodista, escriptor i activista basc del món de l'euskera.

## Trajectòria
Autor d'una prolífica trajectòria literària i acadèmic de nombre d'Euskaltzaindia, va néixer a Forua (Biscaia), on va residir 12 anys. Després va passar la seva joventut amb els franciscans al Santuari d'Arantzazu, tot i que després de tornar de Tolosa, on va estudiar Teologia, i es va desvincular de l'orde religiós. Llicenciat en Ciències Socials per la Universitat de París, on va residir cinc anys, i per Ciències de la Informació per la Universitat del País Basc (UPV), es va doctorar en Sociologia i Ciències Polítiques a la Universitat de Deusto.
Fou una persona clau de la revista Jakin, amb la qual va col·laborar durant cinquanta-tres anys,
 i fou el seu director entre 1964 a 1969, i des del començament de la segona època, el 1977, fins a l'almenys l'any 2002. També fou gerent de la societat editora de la revista, Jakinkizunak SL. Durant la seva trajectòria va utilitzar els pseudònims Alday, Altzibar, Altxarteondo, Torre i Larrinaga.
Va ser secretari de l'Associació d'Escriptors Bascos en el període 1969-1977, i secretari de l'Associació de Sociòlegs Bascos en els anys 1979 i 1980. La seva incansable impuls de l'euskera el va portar a diferents iniciatives, com la de posar en marxa el 1980 el projecte periodístic d'iniciativa popular Euskaldunon Egunkaria, del consell editorial va formar part fins que el jutge Juan del Olmo Gálvez va ordenar el tancament del diari el 2003, una causa que lluny dels delictes de subordinació a ETA que se'ls imputava va ser arxivada una dècada després. En l'operació policial van ser detinguts el propi Torrealdai, Iñaki Uria, Txema Auzmendi, Martxelo Otamendi, Pello Zubiria, Xabier Oleaga, Xabier Alegria, Fermin Lazkano, Luis Goia i Inma Gomila. Els responsables del diari van ser detinguts i van denunciar tortures. Torrealdai va trigar cinc anys a eliminar el dolor. Allò va ser una ferida profunda que no va acabar després de la seva detenció, el van seguir onze anys de llargs judicis que van acabar amb l'absolució dels processats de la causa principal i l'arxivament de la causa econòmica.
Ha treballat tant en el camp de l'assaig com del periodisme. Després de l'assaig Iraultzaz (1973), va publicar una obra que va tenir ampli ressò, l'estudi sociològic sobre els escriptors en basc Euskal idazleak gaur. Història social de la llengua i literatura basca (1977) El llibre negre de l'euskera, i entre els darrers publicats, De la foguera al llapis vermell i La censura de Franco y los escritores vascos del 98 centrats en la censura de l'època franquista. Com a sociòleg i periodista, va ser autor de biografies com la de Martin Ugalde i la de Imanol Murua. L'any 1985 va publicar el llibre Euskal Telebista eta euskara (Elkar). Es tractava de la seva tesina de llicenciatura en Ciències de la Informació, que va ser la primera presentada en basc en aquella facultat. El 1993 va llançar l'extens catàleg XX. mendeko euskal liburuen katalogoa (1990-1992), en el qual es donava notícia dels llibres editats en basc al segle xx. Aquest primer tom va ser completat amb altres en els anys següents, recollint la producció bibliogràfica dels darrers anys de segle xx. L'any 1997 va llançar un altre voluminós estudi sociològic sobre l'estat de la cultura en basc, centrant-se en la literatura: Euskal kultura gaur. L'any 2000 va publicar un estudi sobre la censura franquista imposada als llibres en basc: Artaziak. Euskal liburuak eta Francoren zentsura, 1936-1983. L'any 2011 va substituir a José Antonio Arana Martija com a responsable de la Biblioteca Azkue de l'Euskaltzaindia.
Torrealdai residia les darreres tres dècades dea seva vida a Usurbil. El 2015 va anunciar que patia càncer de medul·la espinal, una malaltia que va atribuir a les tortures sofertes durant la seva detenció en el marc de el tancament del diari Egunkaria. Després de diversos dies hospitalitzat, va morir el darrer dia de juliol de 2020.

## Reconeixements[3]
- Premi Irun Hiria d'assaig per un treball sobre la censura franquista sobre els llibres: La censura de Franco y el tema vasco (1999)
- Nomenat acadèmic de número d'Euskaltzaindia (2007).
- Premi Lauaxeta concedit per la Diputació Foral de Biscaia per la seva dedicació a l'estudi i foment de l'euskera (2010)
- Premi Manuel Lekuona concedit Eusko Ikaskuntza en reconeixement de la seva tasca en la difusió de l'euskera i la cultura basca (2015)